# 예이나
예이나는 대한민국의 성악가, 팝페라 가수이자 대중가수로도 활동중이며 미국 사립학교 Oikos University 예술대학 정교수이다. 2009년 금호 영 아티스트 독창회로 클래식계에 데뷔했다. 이후 2010년 오페라 ‘사랑의묘약’ 아디나역으로 한국 최연소 주역으로 오페라계에 데뷔 했다. 

## 학력
- 서울예술고등학교 성악과 졸업
- 한국예술종합학교 음악원 예술사 성악 학사 졸업
- 한국예술종합학교 음악원 전문사 오페라 석사 졸업
- 미국 Oikos University Doctor of Musical Arts (D.M.A)

## 방송
- 헬로트로트 (2021) - Top77(63위)

## 음반
- 혼밥 (2017)
- 스스스시시시 (2018)

## 공연
- 사랑의 묘약 (2010)
- 세빌리아의 이발사 - 로지나역
- 쟌니 스키키 - 라우렛따역
- 카르멘 - 미카엘라역
- 라 론디네 - 이베트역
- 황진이 - 황진이역
- 팔리앗치 - 넷다역
- 사랑은 팝콘 (2021)

## 경력
- 학교안전사회공헌운동본부 SSCM 홍보대사 (2021)

## 수상
- 제20회 KBS 한전음악콩쿠르 은상 (2009)
- 제2회 라벨라성악콩쿠르 3등 (2010)
- 제12회 CBS전국청소년음악콩쿠르 성악 대학일반부 1등 (2011)
- 제26회 한국성악콩쿠르 2등 (2013)